# Reserva natural Sayano-Shushenski
La reserva natural Sayano-Shushenski (en ruso: Саяно-Шушенский заповедник; también conocida como Sayano-Shushensky) es una reserva natural estricta (un 'Zapovédnik') de Rusia. Localizada en un área remota de las montañas occidentales de Sayán al sur de Siberia. Está en la orilla sur del río Yeniséi a lo largo del embalse Sayano-Shushenskoe. La reserva protege una gran parte del territorio boscoso y montañoso sobre el embalse creado por la central hidroeléctrica Sayano–Shúshenskaya, la central eléctrica más grande de Rusia. Tanto la reserva como la represa se crearon en 1976, y uno de los principales propósitos de la reserva, además de la conservación, es el estudio de los efectos ecológicos de un gran embalse en la ecología local. La reserva cubre un área de 390 368 ha (1507,2 mi²) y está situada en el distrito administrativo (raión) de Shushensky en el Krái de Krasnoyarsk.

## Topografía
La reserva se extiende a lo largo de un terreno montañoso en la cresta axial de las montañas occidentales de Sayán, incluida la cresta Jemchiksky (vertiente norte) y la cordillera Kantegirsky (estribaciones orientales). Limita al norte con el río Yeniséi. Las elevaciones van desde 500 a los 2735 metros.

## Clima y ecorregión
La reserva se encuentra situada en la ecorregión de bosques montanos de coníferas de Sayan, la cual se encuentra en los niveles de elevación media de las montañas de Sayán, las montañas más altas de Siberia. Se encuentra en una zona de transición entre la taiga siberiana al norte y la estepa mongola al sur. Esta ecorregión tiene altos niveles de biodiversidad debido a que es un punto de encuentro de dos zonas ecológicas distintas y a las variaciones en la altitud y en el relieve.
El clima de la región donde se encuentra situado la reserva natural Sayano-Shushenski es subártico, sin estación seca (clasificación climática de Köppen (Dfc)). Este clima se caracteriza por veranos templados (solo 1-3 meses por encima de los 10 °C (50,0 °F)) e inviernos fríos y nevados (el mes más frío por debajo de -3 °C (26,6 °F)). La reserva experimenta no solo diferencias climáticas basadas en la altitud, sino a lo largo de la línea de las cordilleras: la vertiente norte es húmeda (1000-1500 mm/año de precipitación), mientras que la estepa sur promedia solo 400 mm/año. La ladera norte puede cubrirse con 1,5 metros de nieve mientras que la sur apenas llega a los 0,3 metros.

## Flora y fauna

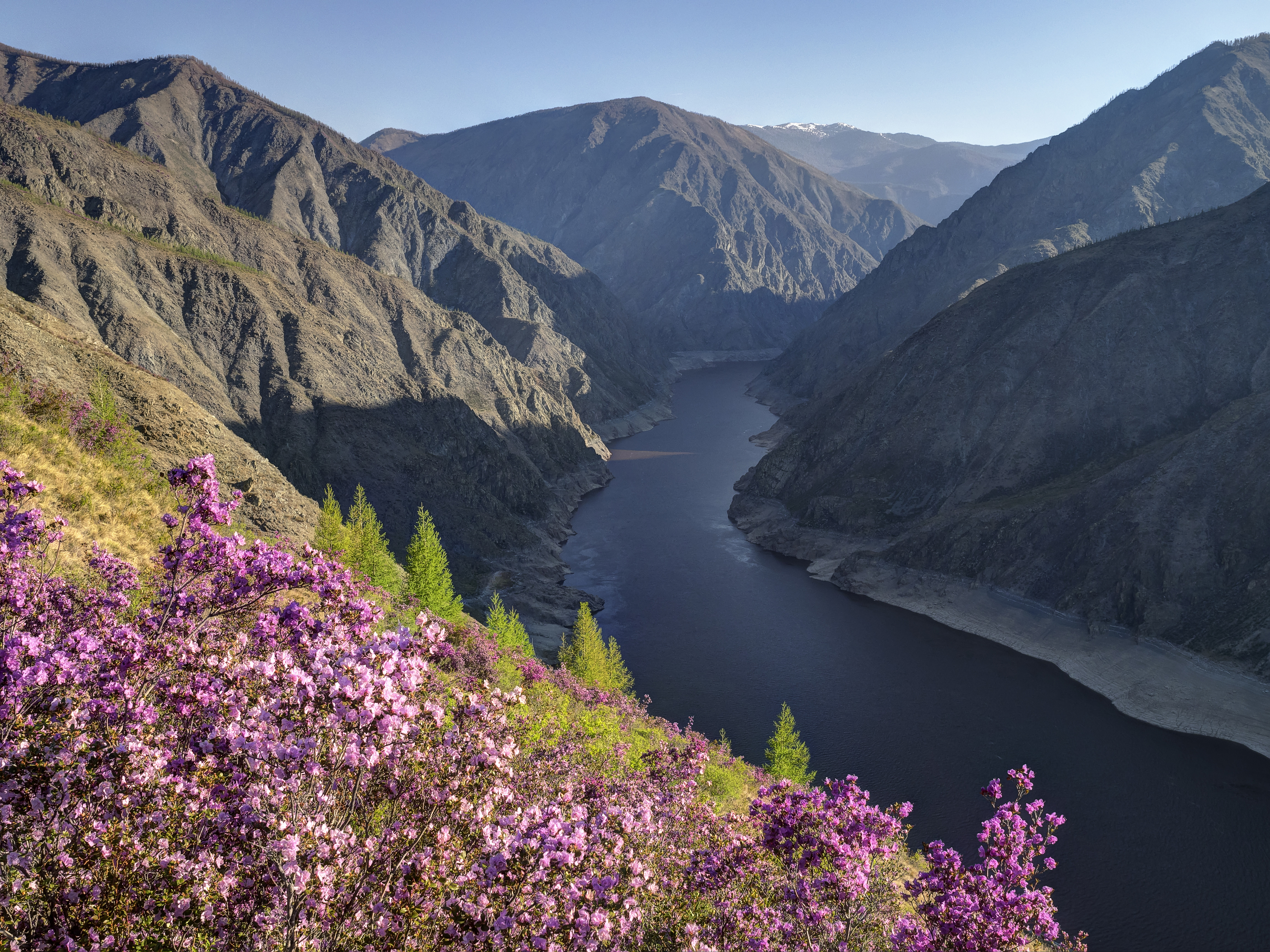
El río Yeniséi a su paso por la reserva. Fijese en las orillas del río donde el nivel del agua fluctúa.

Los bosques de la reserva varían según la elevación y la proximidad al embalse. Los bosques situados en un nivel medio son en su mayoría abetos y pinos, con algunas zonas de bosques de alerces. Las regiones de estepa montañosa se nivelan con arbustos-estepa y pastizales. Las fluctuaciones en el nivel del agua debido a las operaciones de la represa pueden ser dramáticas (hasta 40 metros). Esto conduce a zonas de plantas que contienen especies que reflejan la influencia de las acciones humanas y son un enfoque principal de los científicos en la reserva. En las regiones superiores del embalse, el retroceso de las aguas ha producido amplias planicies de inundación.

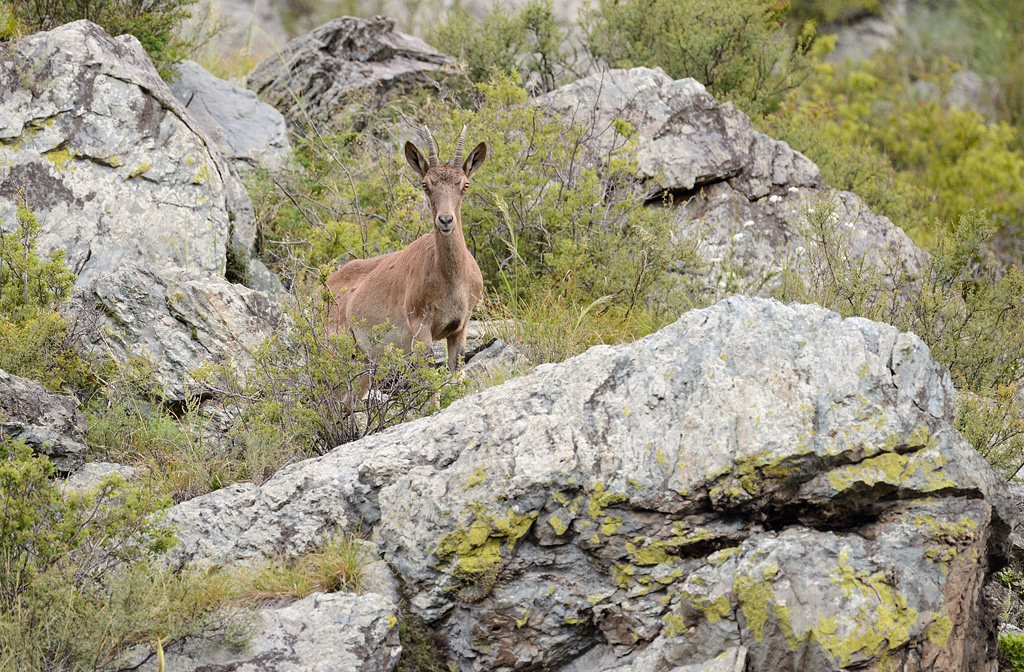
Un íbice siberiano (Capra sibirica) fotografiado en la reserva

Los mamíferos más comunes en la reserva son los que están más extendidos en Siberia, tales como: la marta cibelina (Martes zibellina), ardilla roja (Sciurus vulgaris), alce (Alces alces), el lobo europeo (Canis lupus lupus), glotón (Gulo gulo), lince eurasiático (Lynx lynx) y otros. En los niveles superiores de las montañas hay especies típicas del Ártico, como la: musaraña de Siberia (Crocidura sibirica) y renos (Rangifer tarandus). En la región de la estepa se encuentran especies más representativas de Mongolia, como: el íbice siberiano (Capra sibirica), el gato de Palas (Otocolobus manul), el hámster de cola larga (Tscherskia triton) y la marmota gris (Marmota baibacina). Hay un pequeño número de leopardos de las nieves (Panthera uncia) en la reserva. Se registran más de 100 especies de aves. Los representantes de la taiga siberiana incluyen el trepador azul (Sitta europaea), el ruiseñor azul (Larvivora cyane), el ruiseñor silbador (Larvivora sibilans), el cascanueces común (Nucifraga caryocatactes), el cuco del Himalaya (Cuculus saturatus), el urogallo común (Tetrao urogallus) y la perdiz barbuda (Dendrortyx barbatus) que es típica de las zonas esteparias rocosas, las aves rapaces como el águila pescadora (Pandion haliaetus), el halcón peregrino (Falco peregrinus) y águilas son habituales por todas partes, los reptiles también son muy comunes; los anfibios están representados por la rana campestre (Rana arvalis) y el sapo común (Bufo bufo).

## Ecoeducación y acceso
Al tratarse de una reserva natural estricta, la Reserva Sayano-Shushenski está en su mayor parte cerrada al público en general, aunque los científicos y aquellos con fines de «educación ambiental» pueden hacer arreglos con la administración del parque para realizar visitas guiadas. Las reservas mantienen un museo de la naturaleza que está abierto al público, y hay dos rutas «ecoturísticas» por el territorio que están abiertas al público en general, pero requieren de permisos especiales que hay que obtener con anticipación en la oficina principal de la reserva que está en la ciudad de Shushenskoye.